# Angus King
Angus Stanley King, Jr. (Alexandria, 31 marzo 1944) è un politico e conduttore televisivo statunitense, attuale senatore per lo stato del Maine dal 2013 e in precedenza governatore dello stesso stato dal 1995 al 2003.

## Biografia
Nato in Virginia ma trasferitosi da adulto nel Maine, King intraprese una carriera nel mondo degli affari fondando una compagnia specializzata nel produrre energie alternative nel New England. Oltre a questo King si fece conoscere anche come conduttore per la tv pubblica dello stato del Maine. Negli anni settanta King fu coinvolto in politica quando lavorò come assistente del senatore democratico William Hathaway.
Nel 1994 King si candidò come indipendente alla carica di governatore del Maine e venne eletto; la sua popolarità fu talmente alta che venne rieletto anche nel 1998 con un'elevata percentuale di voti. Dopo la fine del secondo mandato si ritirò dalla politica per dedicarsi alla sua compagnia, ma quando nel 2012 la senatrice Olympia Snowe, in carica da diciotto anni, annunciò il suo ritiro, King si candidò per il seggio e a novembre venne eletto; dopo l'elezione King annunciò la sua affiliazione al Partito Democratico, pur rimanendo un indipendente.
King è un ambientalista, è favorevole all'aborto e ai matrimoni omosessuali.